# Max Steckel
Max Steckel, właśc. Karl-Ludwig Max Steckel (ur. 26 maja 1870 we Frankfurcie nad Odrą, zm. 12 grudnia 1947 w Unterröblingen) – niemiecki fotograf Górnego Śląska, pionier fotografii przemysłowej oraz fotografowania dzikich zwierząt, osobisty fotograf książąt Hohenlohe-Öhringen .

## Życiorys
Urodził się we Frankfurcie nad Odrą. Jego ojciec był mistrzem krawieckim. Jako dziecko mieszkał we Frankfurcie. Po skończeniu nauki w szkole miejskiej zaczął terminować u lokalnego fotografa C. Steinkla, zdał egzamin czeladniczy w 1888 roku. Następnie doskonalił się w zawodzie fotografa pracując w Brunszwiku, Głogowie, Landshut, Hanowerze oraz innych miastach. W 1891 osiedlił się w Königshütte (obecnie Chorzów), gdzie pracował w zakładzie Juliusa Tschenschera. Po uzyskaniu dyplomu mistrzowskiego w 1892 roku wraz z bratem Richardem otworzył przy ulicy Kaiserstrasse 13 (obecnie ul. Wolności) atelier fotograficzne, gdzie mieszkał z matką i bratem. Później jego salony mieściły się przy Friedrichsplatz 5 w Katowicach (późniejszy Rynek) oraz w Lipinach przy Beuthenerstrasse 3  (późniejsza ulica Norberta Barlickiego), następnie przy Sedanstrasse 6 (późniejsza ulica Andrzeja Mielęckiego) w Katowicach, gdzie później znalazło się studio Brunona Altmanna. W 1895 roku rozpoczęto budowę dwupiętrowej kamienicy dla Steckla przy królewskohuckiej Girndtstrasse 2 (późniejsza ulica Króla Jana III Sobieskiego), którą zaprojektowano tak, aby pomieściła dobrze oświetlony zakład fotograficzny w części poddasza. Steckel przeprowadził się do nowego domu w 1896 roku, co najmniej od tegoż roku był żonaty, prawdopodobnie z sopranistką estradową.
Po 1930 roku przeniósł się do Zabrza (wtedy Hindenburg O/S) a po 1936 do Gliwic. Około roku 1941 zamieszkał w okolicach Brzeska, gdzie przebywał prawdopodobnie do końca wojny. Po wojnie znalazł się w rosyjskiej strefie okupacyjnej w miejscowości  Unterröblingen (gmina Röblingen am See) koło Halle, gdzie zmarł.

## Twórczość

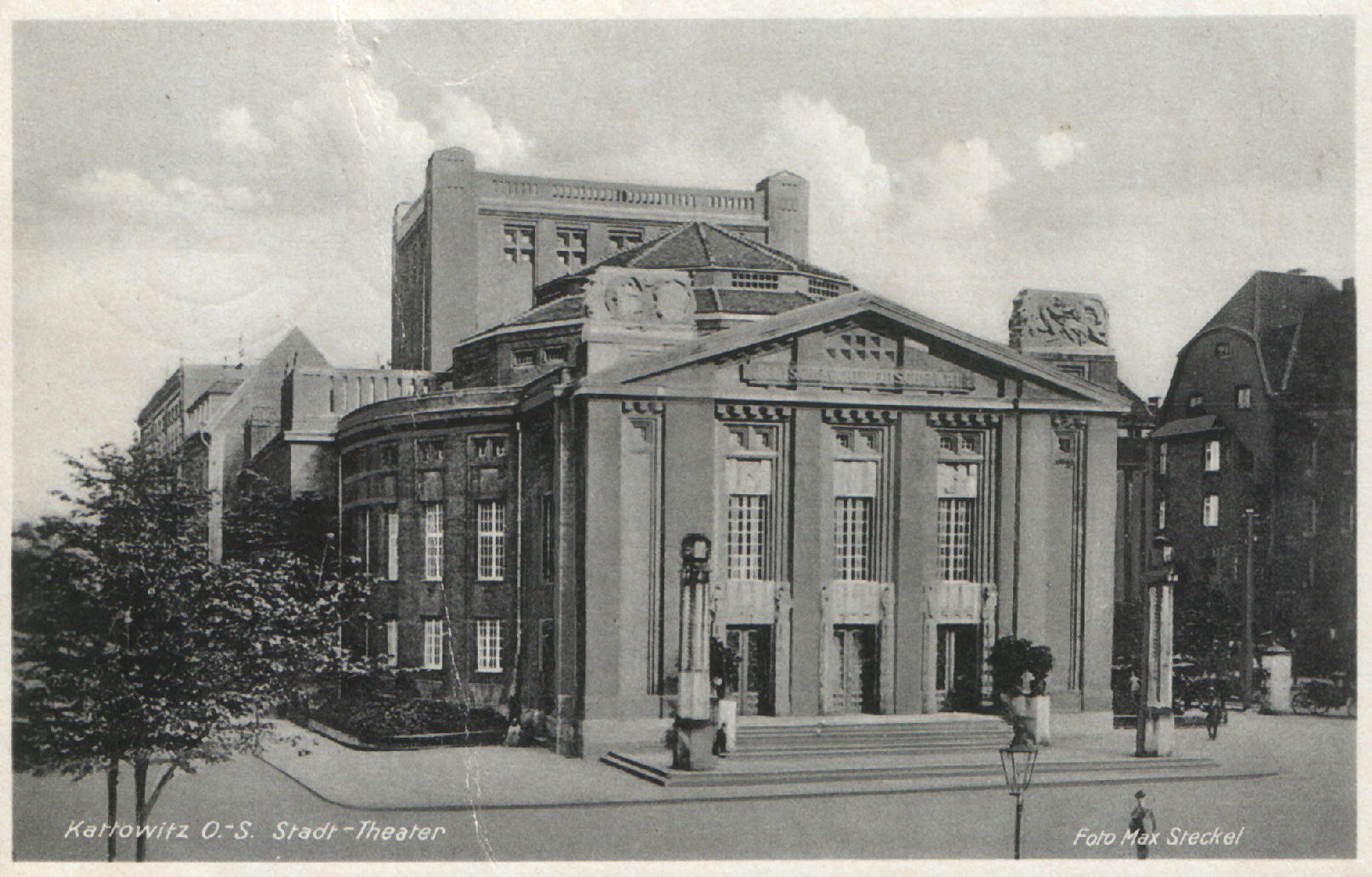
Pocztówka Maxa Steckla z widokiem teatru w Katowicach. Obecnie Teatr Śląski

Początkowo w swoim atelier, które prowadził z bratem do 1902, wykonywał portrety i zdjęcia grupowe. Z czasem zdjęcia architektury i maszyn.
W 1895 wykonał 33 fotogramy kopalń. Zostały one wydane w albumie Vereinigte Kӧnigs- & Laurahütte 1871 – 1896. W 1896 na zlecenie księcia Christiana Hohenlohe-Oehringen wykonał serię fotografii zwierząt w ich naturalnym środowisku. W 1898 wydał w formie teczki z 41 grawiurami, album Vom Oberschlesischen Steinkohlen-Bergbau 40 Ansichten vom Bergbau und dem Redendenkmal, otrzymał za niego brązowy medal Deutscher Photographen-Verein an wystawie w Magdeburgu, która odbyła się w 1898 roku. W tym samym roku zaczął wydawanie pocztówek o tematyce górnośląskiej. Na zlecenia cara bułgarskiego Ferdynanda w 1910 wykonał kolejną serię fotografii dzikich zwierząt. W czasie pierwszej wojny na zlecenie sztabu generalnego armii niemieckiej wykonał fotografie umocnień obronnych przeciwnika. W czerwcu 1922 roku wykonał serię zdjęć dokumentujących wkroczenie Wojska Polskiego na Górny Śląsk oraz uroczystości towarzyszące temu wydarzeniu (album w zbiorach Muzeum Śląska Opolskiego w Opolu). Po 1925 zaczął specjalizować się w wykonywaniu fotografii obiektów przemysłowych, które były obiektem jego zainteresowania od 1894 roku. W 1928 wydał album Schwarze Diamanten (w wersji polskiej Czarne Djamenty). Na album ten składa się 31 fotogramów obrazujących prace górników. W 1936 roku w Zabrzu miała miejsce premiera filmu Schwarze Diamanten złożonego ze 101 fotogramów Maksa Steckla, w których autor pokazał górnictwo górnośląskie od najprymitywniejszych metod, jak biedaszybikarstwo po najbardziej zaawansowane rozwiązania stosowane wówczas w górnictwie w tym regionie.
Współpracował przy tworzeniu dzieła poświęconego dzikiej przyrodzie pt. Lebensbilder aus der Tierwelt, wykonał do niego zdjęcia ptaków w ich naturalnym środowisku.
Wedle informacji, które Max Steckel prezentował na rewersach odbitek fotografii wykonanych w jego zakładzie, był on laureatem wielu nagród, w tym co najmniej dwóch złotych medali (Poznań 1911, Frankfurt nad Menem 1913) .

### Publikacje (wybór)
- Vereinigte Kӧnigs- & Laurahütte 1871 – 1896, album, Königshütte, 1896[4]
- Vom Oberschlesischen Steinkohlen-Bergbau, album, Königshütte, Verlag von R. Giebler, 1898[13] (zdjęcia z kopalni węgla kamiennego Hohenzollern)[2]
- Oskar Stillich, Hans Steudel: Eisenhütte; Eine Monographie (62 całostronicowe ilustracje[8] na podstawie zdjęć Maksa Steckla), Leipzig, K. Voigtländer 1908[14]
- Oskar Stillich, Arthur Gerke: Kohlenbergwerk. Eine Monographie[8], Leipzig, Voigtländer, 1908  (ilustracje na podstawie zdjęć Maksa Steckla)[15]
- Kamera-Weidwerk, praca poświęcona m.in. fotografii zwierząt[16], Verlag von J. Neumann, Neudamm 1927[17]
- Schwarze Diamanten. Kunstblätter mit Begleittext vom Oberschlesischen Steinkohlenbergbau, Kattowitz, nakładem autora, 1928[18], album; edycja polskojęzyczna: Czarne djamenty, Katowice, 1929[17]